# Mentha dahurica
Mentha dahurica là một loài thực vật có hoa trong họ Hoa môi. Loài này được Fisch. ex Benth. mô tả khoa học đầu tiên năm 1833.